# Sharbat Gula
Sharbat Gula (pashto: شربت ګله "șerbet de trandafiri") (născută ca. 1972-1973) este o femeie de origine afgană de etnie pashtun. A fost forțată să își părăsească locuința în timpul Războiului Afgano-Sovietic, și fost dusă la o tabără de refugiați afgani. Acolo este fotografiată de jurnalistul Steve McCurry, iar imaginea ei a făcut-o celebră când a fost atribuită în iunie 1985 copertei revistei National Geographic Magazine,. Gula a fost cunoscută în lume ca Fata afgană până când identitatea acesteia a fost descoperită în 2002.

## Semnificația numelui
Numele Sharbatei poate fi interpretat în mai multe moduri. "Sharbat" are sensul de vin, sirop, șerbet . Gula înseamnă zahăr sau floare, fiind un nume comun pentru femei.

## Viața lui Sharbat Gula

### Copilăria
Gula a fost orfană în timpul bombardamentelor din Afghanistan din timpul invaziei Uniunii Sovietice, fiind trimisă la Nasir Bagh, o tabără de refugiați din Pakistan în 1984. Satul ei a fost atacat de un elicopter sovietic prin perioada anilor '80. Atacul sovietic i-a ucis părinții, forțând-o pe ea, fratele ei Kashar Khan, surorile ei și bunica sa să escaladeze munții până la tabăra respectivă.
La tabăra de refugiați din Nasir Bagh în 1984, fotograful revistei National Geographic, Steve McCurry, a realizat fotografia lui Sharbat pe un film color Kodachrome. Gula a fost una din elevele unei școli informale din interiorul taberei de refugiere; McCurry, care avea foarte rar ocazia fotografierii femeilor afgane, a profitat de acea oportunitate și a fotografiat-o. Avea aproximativ 12-13 ani la momentul respectiv.
Deși numele ei era necunoscut, poza ei, aflată sub titlul "Fata afgană", a apărut pe coperta revistei National Geographic din iunie 1985. Imaginea feței, cu eșarfa dezvăluindu-i chipul și cu ochii ei verzi ca marea ce stăteau ațintiți spre cameră, a devenit deopotrivă simbolul conflictelor afgane din anii 1980 și situația refugiaților din lumea întreagă. Însăși imaginea a fost numită „Cea mai recunoscută fotografie” în istoria revistei si fiind inclusa in topul "Celor mai reusite 100 de fotografii National Geografic".

### Maturitate

Sharbat Gula împreună cu soțul ei și fiicele sale

S-a căsătorit cu Rahmat Gul la 14 ani; conform fratelui ei, momentul căsătoriei sale a fost singurul moment în care a fost fericită. Cea care a aranjat căsătoria dintre cei doi a fost mătușa Sharbatei. S-a reîntors în Afghanistan în 1992. Gula a avut trei fiice: Robina, Zahida, și Alia. A patra fiică murise în copilărie. Gula poate să își scrie numele, însă nu poate citi. Sharbat și-a exprimat dorința educării fetelor, lucru pe care ea nu reușise să îl termine.
Sharbat Gula nu și-a văzut niciodată imaginea iconică, deși poza ei era atârnată lângă un magazin unde muncea soțul ei. Fiind un membru al unui trib pashtun, aceasta s-a măritat puțin mai târziu după ce fotografia a fost facută. Și-a construit viața cu copiii ei în dealurile aspre, cuprinse de seceta din Tora Bora în Afghanistan, în timp ce soțul ei lucra într-o brutărie pentru un dolar pe zi în Peshawar, Pakistan. Sharbat putea să îl însoțească doar în lunile de iarnă, deoarece căldura și poluarea din Peshawar îi agravase astmul. Cea mai mare parte a timpului ei este petrecut în sat, unde se trezește înainte de răsărit, se roagă, aduce apă de la izvor, gătește, spală și are grijă de copii.

## Simbolismul fotografieiFetei afgane
Este una din cele mai recunoscute chipuri, însă nimeni nu știa cine era această fată. Imaginea ei apăruse pe coperțile revistelor și cărților, postere, ace de rever și chiar și covoare, însă ea nu știa acest lucru. După 17 ani, identitatea ei a fost dezvăluită. Misterioasa fată afgană se numea Sharbat Gula, aceasta trăind într-o regiune îndepărtată a Afganistanului, împreună cu soțul ei și cu cele trei fiice.
Sharbat a fost localizată după aproape 2 decenii, după ce poza ei apăruse pe coperta revistei National Geographic în anul 1985. Conform fotografului Steve McCurry, realizatorul fotografiei, ea nu știa că fața ei devenise un simbol. Poza ei a fost desemnată printre cele mai bune 100 poze ale copertelor National Geographic.

Când s-au reîntâlnit, McCurry i-a zis lui Sharbat că imaginea ei a devenit faimoasă ca simbol al oamenilor afgani:
„Nu cred că ea era interesată în faima personală, însă a fost încântată să afle că ea devenise un simbol al demnității și adaptării oamenilor ei.”—Steve McCurry
Fotograful premiat a afirmat că imaginea originală a Sharbatei a uimit imaginația privitorilor, deoarece fața ei, în special ochii, exprima durerea și capacitatea de adaptare, precum și puterea și frumusețea.

## Căutarea și găsirea acesteia
În ianuarie 2002, o echipă National Geographic a călătorit spre Afghanistan pentru a localiza subiectul fotografiei celebre. McCurry, care a aflat că tabăra Nasir Bagh se va închide și va fi demolată, i-a comunicat unuia dintre locuitori, care îl știa pe fratele Gulei, să vorbească cu aceasta în satul ei natal. Surprinzător sau nu, un număr de femei au apărut, afirmând fiecare dintre ele că ar fi faimoasa Fată afgană. În completare, după dezvăluirea fotografiei din 1985, mai mulți bărbați tineri au afirmat, în mod similar, că Gula ar fi soția lor.

## Comparație între fotografiile din 1984 și 2002
În cele din urmă, echipa de la National Geographic a localizat-o pe Sharbat într-o regiune a Afghanistanului. Sharbat, care între timp ajunsese la vârsta de aproximativ 30 de ani, se întorsese în țara natală, părăsind tabăra de refugiați în 1992. Identitatea ei a fost confirmată folosind tehnologii biometrice, care au comparat modelele irizațiilor irisului ei cu cele ale irisului fetei din fotografie. Comparația a fost definitorie, cele două hărți biometrice potrivindu-se aproape în totalitate. Când i s-a arătat fotografia, a recunoscut-o cu vivacitate, întrucât fusese prima și singura dată când a avut o fotografie a sa. Faima și caracterul simbolic al fotografiei sale îi erau complet necunoscute.
Sharbat a fost fotografiată doar de 2 ori: în 1984 și la reuniunea din 2002. Nu și-a văzut celebrul portret niciodată, până în ianuarie: 
„Aceasta este fata care a captivat nu doar National Geographic, ci pe oricine din lumea aceasta care i-a văzut fața. Îi știam fața, însă nu îi știam povestea, nici chiar numele. Boyd Matson”
National Geographic făcuse un ultim efort în a o găsi pe Fata Afgană înainte ca tabăra acesteia din Pakistan să fie demolată. De la tabăra, aceștia au căutat-o prin câteva sate, până în momentul când cineva a recunoscut-o pe fata de pe copertă, afirmând că-l cunoaște și pe fratele acesteia.
„Din momentul în care am văzut culoarea ochilor fratelui ei, am știut că este familia potrivită. 'Boyd Matson”
Deoarece Sharbat Gula trăiește o viață tradițională, în stilul musulman, acoperită de un văl, nu îi era permis să se întâlnească cu bărbați care nu aparțineau de familia ei. Cu toate acestea, echipei National Geographic i s-a permis să trimită un producător asociat de sex feminin pentru a o putea întâlni pe Sharbat și să îi fotografieze fața.
Matson spune că atunci când a comparat fotografia femeii cu ea a fetei, a fost sigur că este aceeași persoană:}} 
„Irișii ochilor, alunițele și cicatricea de pe față—toate au indicat că este persoana căutată de ei.”
Cu toate acestea, pentru a se asigura că Sharbat era fata fotografiată în urmă cu 17 ani, echipa EXPLORER a obținut validarea prin tehnologia de scanare biometrică a irisului și tehnici de recunoaștere facială folosite de FBI.

După ce familia lui Sharbat i-a dat permisiunea să se întâlnească cu bărbatul care a fotografiat-o în urmă cu 17 ani, McCurry a știut imediat, chiar și după atâția ani, că a regăsit-o. 
„Ochii ei sunt la fel de obsedanți ca atunci. Ea își amintise de mine, în principal pentru că nu a fost fotografiată niciodată, înainte să îi fac eu poza în 1984, sau de atunci.”
În 2002, după 17 ani de când Steve McCurry a fotografiat-o pe Sharbat Gula, s-a întors cu o echipă de televiziune de la National Geographic la tabăra de refugiați pentru a o găsi. În această căutare, tehnologia de ultima oră a fost utilizată. O companie din Massachusetts numită Visage a încărcat electronic fotografia lui McCurry pentru ca structurile faciale ale candidaților să poată fi comparate. Un expert legist de la Centrul Național pentru Copiii Dispăruți și Exploatați a îmbătrânit poza originală pentru a le putea arăta oamenilor aspectul fetei ca un adult. După câteva piste false, un bărbat care era în aceeași tabără de refugiați, ca un copil, a recunoscut fata din imagine și s-a oferit să îi ducă înapoi la satul ei. Conform revistei National Geographic, "satul ei era la șase ore de condus și trei ore de mers pe partea cealaltă a unei frontiere ce înghite vieți." Steve McCurry a văzut-o prima dată pe Sharbat Gula ca o orfană de 12 ani datorită Afganistanului răvășit de război. Părinții ei au fost uciși de către bombele sovietice când aceasta avea 6 ani. Acum, când poza încă o dată, era o femeie de 29 de ani, măritată, purtând o burqa de un violet intens, iar fața dezvăluită indica apăsarea timpului și a suferinței. Nu a mai fost fotografiată din momentul fotografierii sale celebre. Ochii ei sunt încă intenși. De fapt, identitatea ei a fost mai târziu confirmată de către tehnologia de recunoaștere a irisului; părțile colorate ale ochiului sunt la fel de unice ca amprentele digitale.
Reunirea dintre McCurry și Sharbat Gula a fost liniștită. El i-a arătat poza ei faimoasă. Privind la imaginea ei copilărească, a fost rușinată de găurile din șalul ei roșu, ars de foc când gătea. Își amintește că era furioasă când i s-a făcut poza. Altminteri, poza faimoasă nu o emoționa sau nu îi prezenta interes așa mult. Ce conta un fotograf pentru o femeie musulmană care încă avea o viață de trăit, care trăise în cultura unde femeile măritate dispar din ochii mulțimii și nu sunt fotografiate de străini? Cu acordul soțului ei, Sharbat Gula este fotografiată încă o dată. National Geographic s-a oferit să îi educe fetele, să înființeze o școală de fete în Afganistan și să furnizeze asistență financiară familiei sale. Cu reapariția talibanilor în Afganistan, recentele descoperiri în educația publică este amenințată. Școlile de fete au fost închise sau chiar incendiate.
Membră a grupului etnic pashtun și Afganistan, Sharbat spune că soarta lor era oarecum bună sub conducerea talibană, simțindu-se în siguranță după teroarea și haosul provocat de Războiul Sovietic.

Conform lui Matson și McCurry, Sharbat Gula s-a întors în anonimat; recenta publicitate referitoare la numele și fața ei nu sunt în măsura în care ar putea atrage atenția în Afganistan: 
„Ea nu va mai da nici un interviu celor din mass-media și dorește să nu fie contactată.”
 Familia ei a fost mutată în alt sat dintr-o zonă îndepărtată a Afganistanului, unde ea continuă să își trăiască viața în purdah, adăugase el.

## Recunoașterea biometrică
Numeroase teste au fost efectuate pentru a se confirma identitatea Sharbatei Gula. Testele au constat în recunoașterea facială, efectuată de medicii legiști de la FBI și o recunoaștere iridiană făcută de doctorul John Daugman și Iridian Technologies, Inc. Fotografiile făcute în anul 1985 au fost comparate cu cele făcute în 2002, în ambele teste. Tehnologiile de recunoaștere a feței au confirmat identitatea acesteia, cu toate că testul iridian a fost cel decisiv. Totuși, cercetătorii de la Iridian Technologies, Inc. au trebuit să treacă peste o serie de dificultăți. Mai întâi, fotografiile făcute de National Geographic nu au fost făcute cu aparate de recunoaștere a irisului, fiind făcute de alte tipuri de aparate fotografice. Prin urmare, aceștia trebuiau să elimine efectele reflectării luminii produse de camere și să efectueze diverse modificări la calitatea imaginii acelor fotografii. Fotografiile Sharbatei Gula au fost ulterior scanate în format digital. Apoi recunoașterea iridiană este efectuată cu succes, dacă are loc prin subiecți vii, și nu fotografii-un alt obstacol major. După o serie de ajustări ale examinărilor prin scanner, cercetătorii au concluzionat că Sharbat Gula este în mod sigur Fata Afgană
Totodată recunoașterea iridiană este folosită în identificarea refugiaților ce caută ajutor umanitar.
Conform lui John Daugman, specialistul iridian din Spitalul Oftalmologic Moorfield din Londra, când a lucrat cu algoritmul de potrivire al codurilor iridiene, acesta a primit o distanță Hamming de 0.24 pentru ochiul stâng și 0.31 pentru ochiul drept. După cum s-ar putea observa la istograma ce apare în momentul comparării unor iriși diferiți de către codurile lor iridiene, aceste distanțe Hamming măsurate sunt până în prezent pe linia de distribuție, fiind statistic aproape imposibil pentru irișii diferiți să indice așa puțină disimililaritate. Șansele matematice împotriva acestui lucru sunt de 6 milioane la 1 pentru ochiul ei drept, și 1015 la 1 pentru ochiul ei stâng. National Geographic a acceptat și publicat această concluzie într-un număr ce o prezenta pe Sharbat Gula, 17 ani mai târziu după prima ei apariție.

## Fundația Sharbat Gula
Deoarece Sharbat Gula a ajuns să simbolizeze suferința unei generații întregi de femei afgane, precum și a copiilor acestora, Societatea National Geographic a creat un fond special alocat dezvoltării și predării oportunităților educaționale pentru tinere fete și femei afgane.
Societatea va lucra cu organizații nonprofit selecte și autoritățile locale pentru a crea programul.